# Istenmezeje
Istenmezeje là một thị trấn thuộc hạt Heves, Hungary. Thị trấn này có diện tích 32,79 km², dân số năm 2010 là 1574 người, mật độ 48 người/km².